# Весьма суперсоставное число

Функция делителя d(n) вплоть до n = 250

Простые множители (перевод текста вверху иллюстрации).

В математике весьма суперсоставное число — это натуральное число, которое имеет больше делителей, чем любое другое число, масштабируемое относительно некоторой положительной степени самого числа. Это более сильное ограничение, чем ограничение сверхсоставного числа, которое определяется как имеющее больше делителей, чем любое меньшее положительное целое число.
Перечислены первые 10 весьма суперсоставных чисел и их факторизация.
| # простые множители | ВССЧ n | простая факторизация      | простые показатели степени | # делители d(n) | # делители d(n) | праймориал факторизация |
| ------------------- | ------ | ------------------------- | -------------------------- | --------------- | --------------- | ----------------------- |
| 1                   | 2      | 2                         | 1                          | 2               | 2               | 2                       |
| 2                   | 6      | 2 ⋅ 3                     | 1,1                        | 2               | 4               | 6                       |
| 3                   | 12     | 22 ⋅ 3                    | 2,1                        | 3×2             | 6               | 2 ⋅ 6                   |
| 4                   | 60     | 22 ⋅ 3 ⋅ 5                | 2,1,1                      | 3×22            | 12              | 2 ⋅ 30                  |
| 5                   | 120    | 23 ⋅ 3 ⋅ 5                | 3,1,1                      | 4×22            | 16              | 22 ⋅ 30                 |
| 6                   | 360    | 23 ⋅ 32 ⋅ 5               | 3,2,1                      | 4×3×2           | 24              | 2 ⋅ 6 ⋅ 30              |
| 7                   | 2520   | 23 ⋅ 32 ⋅ 5 ⋅ 7           | 3,2,1,1                    | 4×3×22          | 48              | 2 ⋅ 6 ⋅ 210             |
| 8                   | 5040   | 24 ⋅ 32 ⋅ 5 ⋅ 7           | 4,2,1,1                    | 5×3×22          | 60              | 22 ⋅ 6 ⋅ 210            |
| 9                   | 55440  | 24 ⋅ 32 ⋅ 5 ⋅ 7 ⋅ 11      | 4,2,1,1,1                  | 5×3×23          | 120             | 22 ⋅ 6 ⋅ 2310           |
| 10                  | 720720 | 24 ⋅ 32 ⋅ 5 ⋅ 7 ⋅ 11 ⋅ 13 | 4,2,1,1,1,1                | 5×3×24          | 240             | 22 ⋅ 6 ⋅ 30030          |

График числа делителей целых чисел от 1 до 1000. Сверхсоставные числа выделены жирным шрифтом, а весьма суперсоставные числа отмечены звёздочкой. В файле SVG наведите указатель мыши на полосу, чтобы просмотреть его статистику.

Для весьма суперсоставного числа n существует положительное действительное число ε такое, что для всех натуральных чисел k, меньших n, мы имеем
{\displaystyle {\frac {d(n)}{n^{\varepsilon }}}\geq {\frac {d(k)}{k^{\varepsilon }}}}
и для всех натуральных чисел k, больших n, имеем
{\displaystyle {\frac {d(n)}{n^{\varepsilon }}}>{\frac {d(k)}{k^{\varepsilon }}}}
где d(n), функция делителей, обозначает количество делителей числа n. Термин был введён Рамануджаном (1915 год).
Первые 15 весьма суперсоставных чисел 2, 6, 12, 60, 120, 360, 2520, 5040, 55440, 720720, 1441440, 4324320, 21621600, 367567200, 6983776800 (последовательность A002201 в OEIS) также являются первыми 15 колоссально избыточными числами, которые удовлетворяют аналогичному условию, основанному на функции суммы делителей, а не на числе делителей.

## Свойства

Диаграмма Эйлера избыточных, примитивно избыточных, весьма избыточных, суперизбыточных, колоссально избыточных, сверхсоставных, весьма суперсоставных, странных и совершенных чисел меньше 100 по отношению к недостаточным и составным числам.

Все весьма суперсоставные числа являются сверхсоставными.
Эффективное построение множества всех весьма суперсоставных чисел даётся следующим монотонным отображением положительных действительных чисел. Пусть
{\displaystyle e_{p}(x)=\left\lfloor {\frac {1}{{\sqrt[{x}]{p}}-1}}\right\rfloor \quad }
для любого простого числа p и положительного действительного x. Тогда
{\displaystyle \quad s(x)=\prod _{p\in \mathbb {P} }p^{e_{p}(x)}\quad } является весьма суперсоставным числом.
Обратите внимание, что произведение не нужно вычислять бесконечно, потому что если {\displaystyle p>2^{x}}, тогда {\displaystyle e_{p}(x)=0}, поэтому произведение для расчёта {\displaystyle s(x)} может быть прекращено при {\displaystyle p\geq 2^{x}}.
Также обратите внимание, что в определении {\displaystyle e_{p}(x)}, {\displaystyle 1/x} аналогично {\displaystyle \varepsilon } в неявном определении весьма суперсоставного числа.
Более того, для каждого весьма суперсоставного числа {\displaystyle s^{\prime }} существует полуоткрытый интервал {\displaystyle I\subset \mathbb {R} ^{+}} такой, что {\displaystyle \forall x\in I:s(x)=s^{\prime }}.
Из этого представления следует, что существует бесконечная последовательность {\displaystyle \pi _{1},\pi _{2},\ldots \in \mathbb {P} } такая, что для n-го весьма суперсоставного числа {\displaystyle s_{n}} содержит
{\displaystyle s_{n}=\prod _{i=1}^{n}\pi _{i}}
Первыми {\displaystyle \pi _{i}} являются 2, 3, 2, 5, 2, 3, 7, ... (последовательность A000705 в OEIS). Другими словами, частное двух последовательных весьма суперсоставных чисел является простым числом.

## Весьма суперсоставные корни
Первые несколько весьма суперсоставных чисел часто использовались как основание системы счисления из-за их высокой делимости по размеру. Например:
- Двоичное (основание 2)
- Шестиричное[англ.] (основание 6)
- Двенадцатеричное (основание 12)
- Шестидесятеричное (основание 60)

Более крупные весьма суперсоставные числа можно использовать и по-другому. Число 120 отображается как длинная сотня, а число 360 — как число градусов в круге.

## Внешние ссылки
- Weisstein, Eric W. Весьма суперсоставное число (англ.) на сайте Wolfram MathWorld.